# Метанова зона
Метанова зона (рос. метановая зона, англ. methane zone, нім. Methanführungszone f) — область поширення в товщі порід метаморфічних газів, серед яких переважає метан. В метановій зоні заглиблення виробок зумовлює пропорційне зростання їхньої відносної метановості. 